# جو أوغيلفي
جو أوغيلفي (بالإنجليزية: Joe Ogilvie)‏ هو لاعب غولف أمريكي، ولد في 8 أبريل 1974 في لانكستر في الولايات المتحدة.

## وصلات خارجية
- جو أوغيلفي على موقع رابطة لاعبي الغولف المحترفين (الإنجليزية)
- جو أوغيلفي على موقع التصنيف العالمي الرسمي للغولف (الإنجليزية)